# Cloreto de cobre(II)
Cloreto de cobre (II) ou cloreto cúprico é composto químico inorgânico de fórmula CuCl2. Apresenta-se como um sólido amarelo acastanhado quando anidro e esverdeado quando hidratado. É utilizado na produção laboratorial do cobre metálico. Pode ser  vulgarmente obtido mergulhando-se cobre metálico em uma solução de ácido clorídrico e peróxido de hidrogênio (para oxidar o cobre).